# جاده ای۱۷۱
جاده ای۱۷۱ (انگلیسی: A171 road) یکی از جاده‌های کشور انگلستان است.
این جاده از شهر میدلزبورو شروع و در شهرک اسکاربرو به پایان می‌رسد، طول این جاده ۷۷.۴ کیلومتر است.